# Emiraat Nadjd
Het emiraat Nadjd (Arabisch: إمارة نجد) ofwel de Tweede Saoedische Staat was een emiraat dat bestond van 1824 tot 1891 en omvatte grotendeels het centrale deel van wat tegenwoordig Saoedi-Arabië vertegenwoordigt. 

De Tweede Saoedisch Staat werd opgericht nadat de Eerste Saoedische Staat in 1818 ten val was gebracht door het Ottomaanse Rijk aan het einde van de Ottomaans-Saoedische Oorlog (1811-1818). 

Met de Tweede Saoedische Staat werd de macht van het huis Saoed hersteld. De verovering van Riyad wordt over het algemeen gezien als de oprichting van de staat. Het land werd gekenmerkt door diverse interne conflicten binnen de familie Saoed, wat uiteindelijk leidde tot de val van de dynastie. In de Slag bij Mulayda in 1891 werd de Saoed-dynastie verslagen door de Rasjid-dynastie, die heerste over Jebel Shammar waardoor er een einde kwam aan de Tweede Saoedische Staat.

## Heersers
- Turki bin Abdullah bin Muhammad (eerste keer) 1819–1820
- Turki ibn Abdallah ibn Muhammad (tweede keer) 1824–1834
- Mushari ibn Abd al-Rahman ibn Mushari 1834–1834
- Faisal bin Turki bin Abdullah Al Saud (eerste keer) 1834–1838
- Khalid ibn Saud ibn Abd al Aziz 1838–1841
- Abdallah ibn Thunayyan ibn Ibrahim ibn Thunayyan ibn Saud 1841–1843
- Faisal bin Turki bin Abdullah Al Saud (tweede keer) 1843–1865
- Abdallah ibn Faisal ibn Turki (eerste keer) 1865–1871
- Saud ibn Faisal 1871–1871 (eerste keer)
- Abdallah ibn Faisal ibn Turki (tweede keer) 1871–1873
- Saud ibn Faisal (tweede keer) 1873–1875
- Abdul Rahman bin Faisal (eerste keer) 1875–1876
- Abdallah ibn Faisal ibn Turki (derde keer) 1876–1889
- Abdul Rahman bin Faisal (tweede keer) 1889–1891